# Zamie Roezlova
Zamie Roezlova (Zamia roezlii), česky též keják Roezlův, je druh cykasu z čeledi zamiovité (Zamiaceae). Pojmenován je po českém botanikovi Benediktu Roezlovi. Jedná se o nejvyšší druh čeledi zamiovité.

## Rozšíření
Rozšířena je na tichomořském pobřeží Kolumbie a Ekvádoru. Tento cykas roste často velmi blízko pobřeží a může být zaplavován při přílivu. Roste na plážích, pobřežních skalách a v dešťovém pralese na okraji mangrovů.

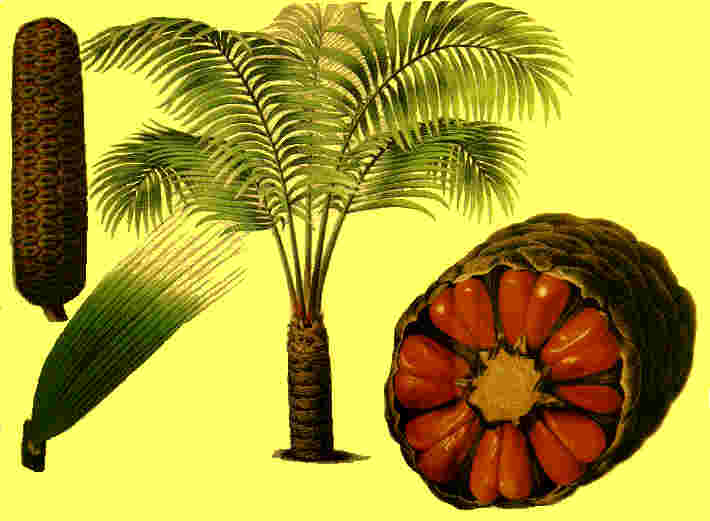
Zamie Roezlova
André L'Illustration Horticole 20, 1873
Tato ilustrace byla vybrána jako definice tohoto druhu (tzv. neotyp)

## Popis
Zamie Roezlova dorůstá až 7 m výšky, listy dosahují až 3 m délky. Podle testů DNA se jedná o nejprimitivnější rostlinu druhu Zamia.
Samčí rostlina vytváří šištice, které vysílají pyl, ze kterého vznikají samčí pohlavní buňky - spermatozoidy. Vedle jinanu dvoulaločného jsou navíc cykasy jedinou semennou rostlinou s pohyblivým spermatozoidem. Toto „sperma“ u Zamia roezlii dosahuje obrovských rozměrů a je rekordmanem jak v živočišné, tak i rostlinné říši. Spermatozoid je velikosti 0,4-0,5 mm a je proto rozeznatelný pouhým okem. Je osázen až 40 000 pohyblivými bičíky (cilia), jejichž pulzování mu umožňuje aktivně se přiblížit k vajíčku.

## Pěstování
Zamie Roezlova je výjimečná mezi rostlinami rodu Zamia tím, že nesnáší vyschnutí.

## Pěstování v Česku

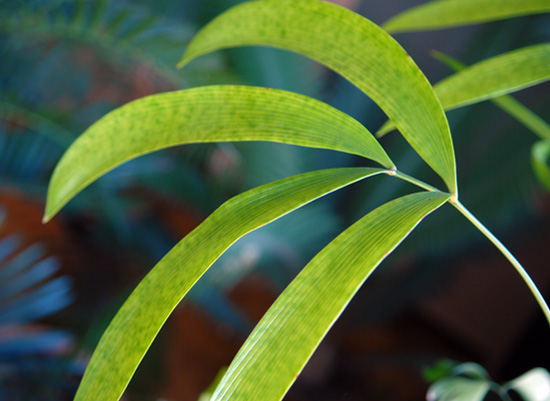
Zamie Roezlova – list 2 roky staré rostliny

Tato rostlina je v ČR pěstována velmi málo, vlastní ji pouze dva soukromí sběratelé a pražský skleník Fata Morgana botanické zahrady města Prahy.